# Taeniaptera vittipennis
Taeniaptera vittipennis är en tvåvingeart som beskrevs av Daniel William Coquillett 1902. Taeniaptera vittipennis ingår i släktet Taeniaptera och familjen skridflugor. Inga underarter finns listade i Catalogue of Life.